# Bitwa o Brześć

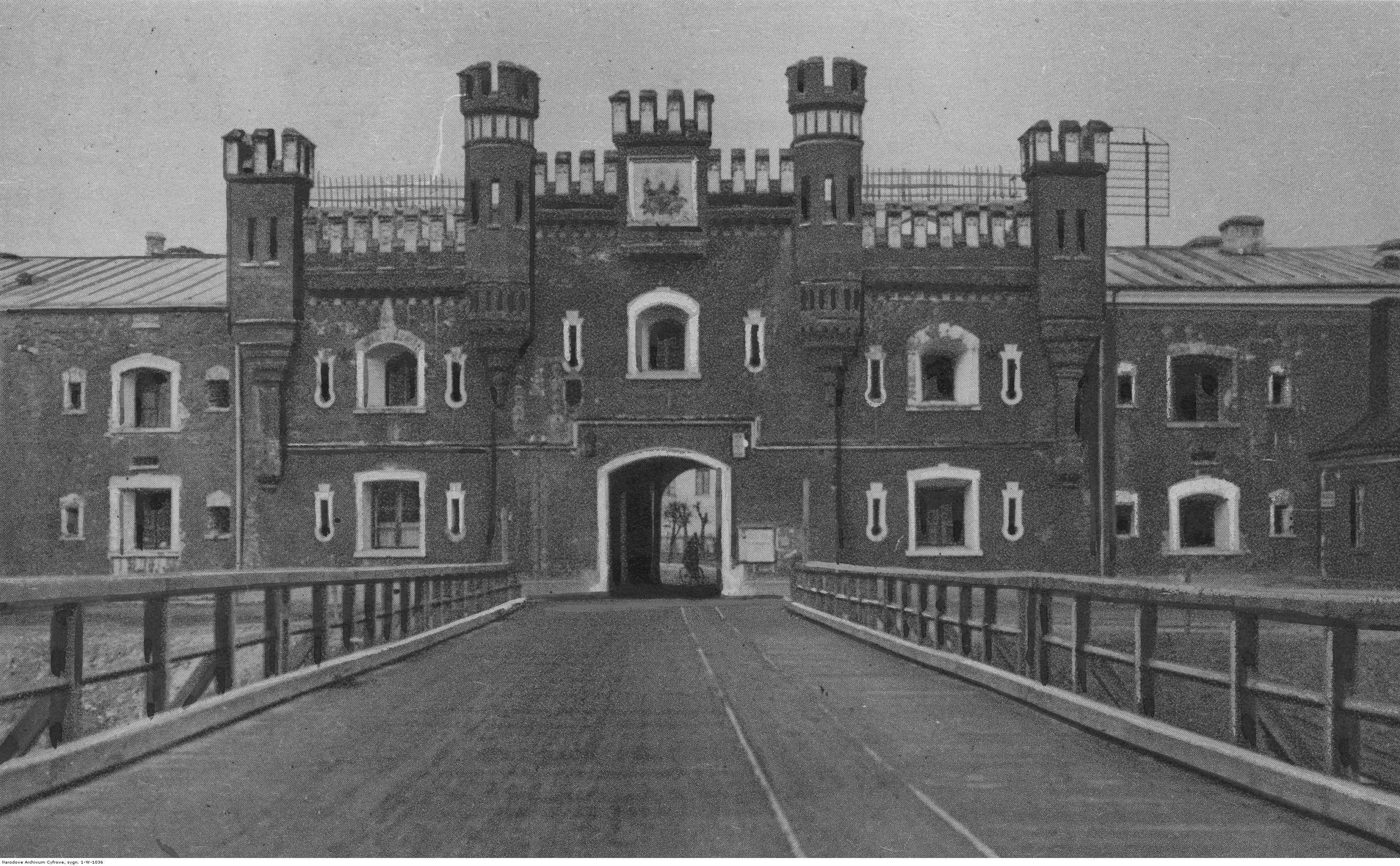
Brześć nad Bugiem – brama wjazdowa do fortu

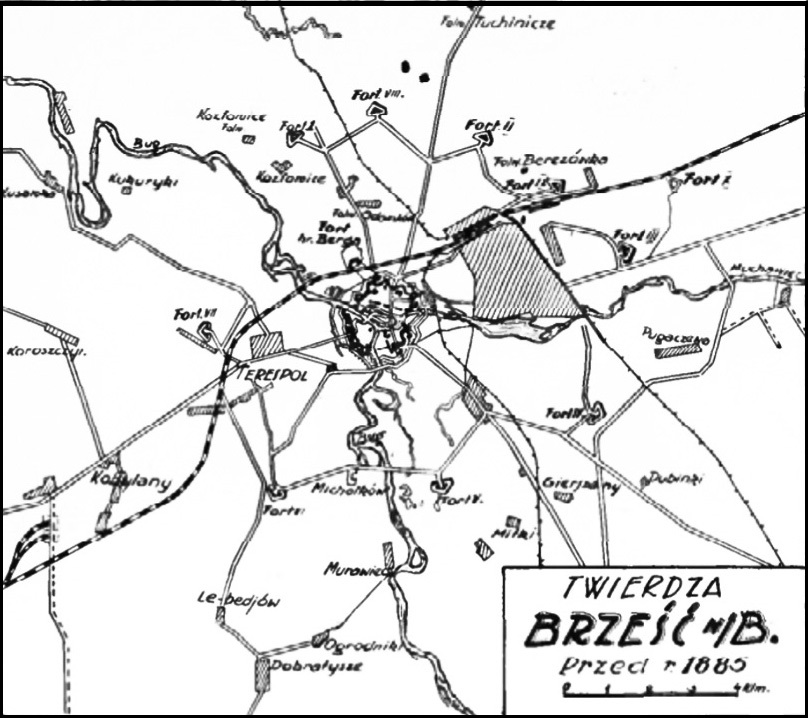
Twierdza Brześć nad Bugiem i otaczające ją forty – stan sprzed 1885 roku

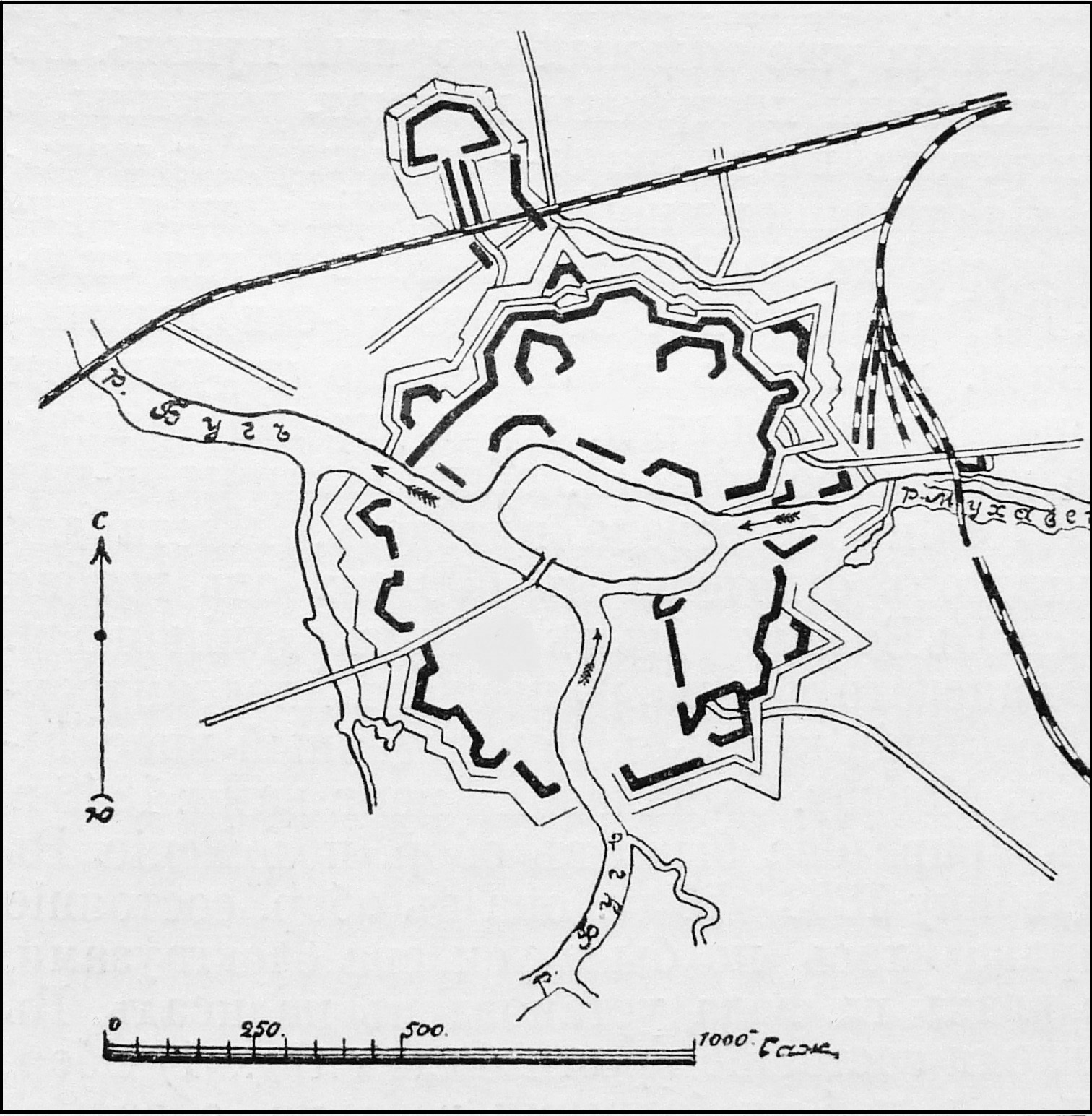
Plan twierdzy Brześć z 1910 roku

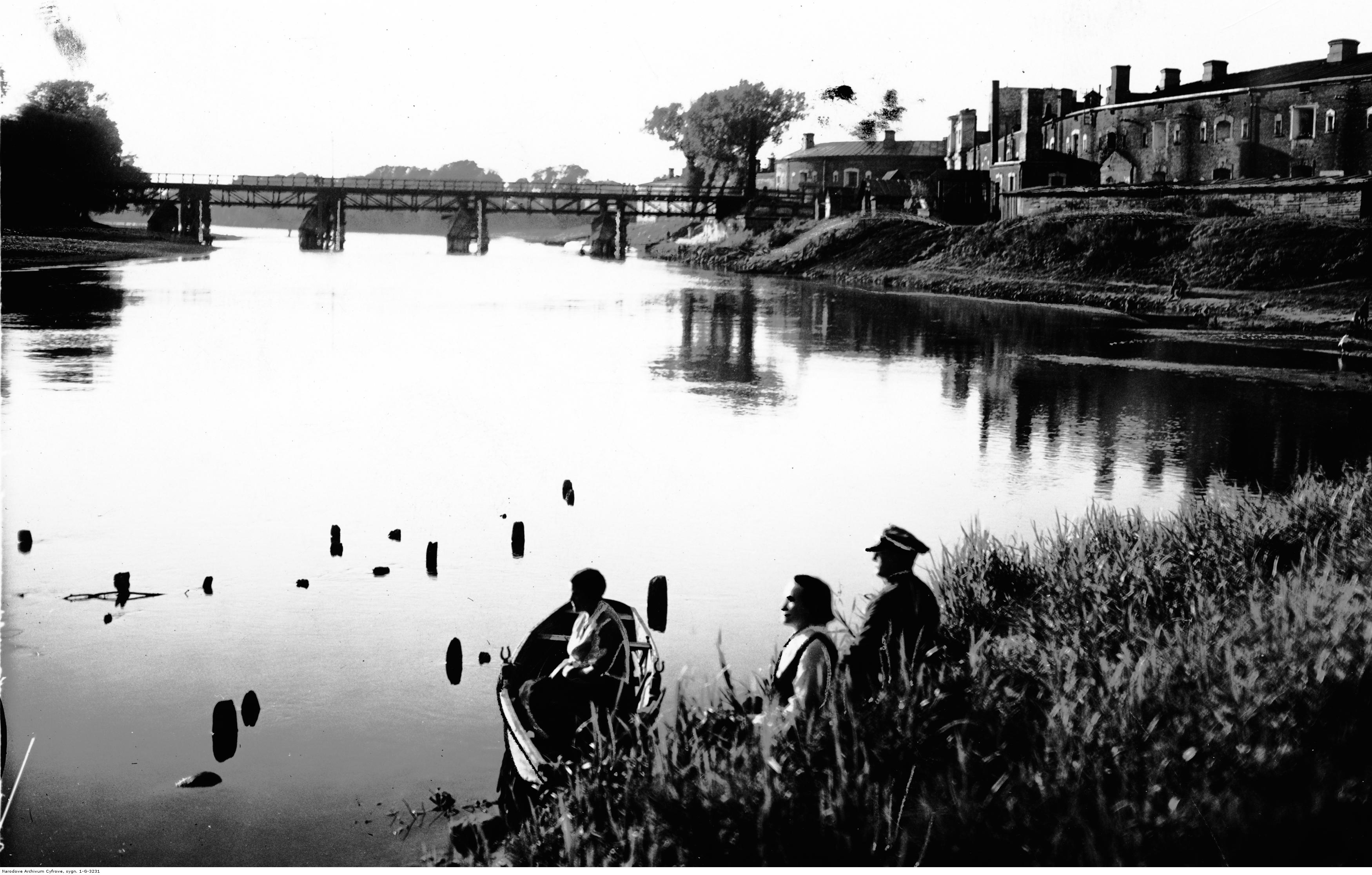
Most na Bugu w obrębie twierdzy w Brześciu

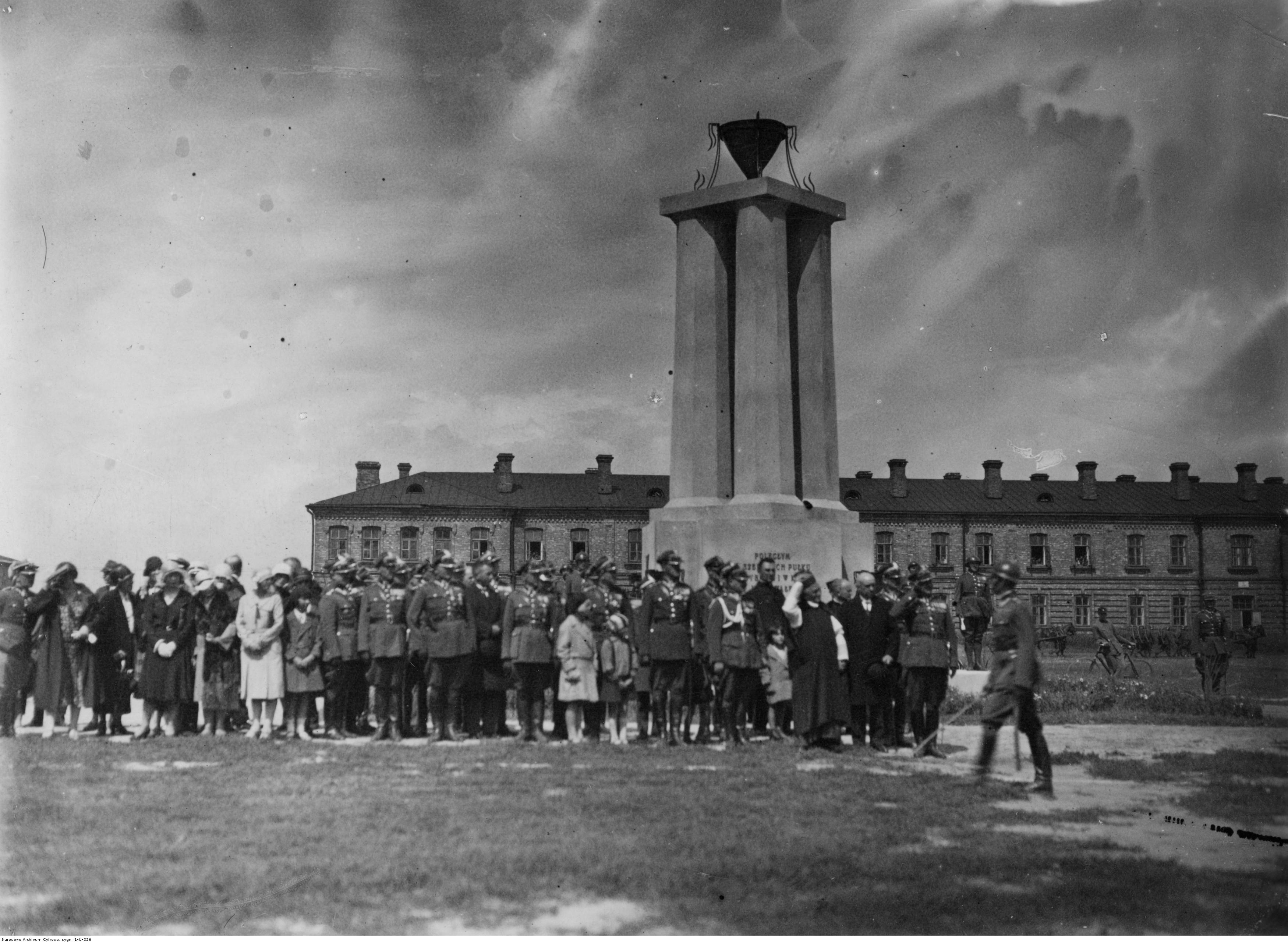
Odsłonięcie w Brześciu n. Bugiem pomnika ku czci poległych w I wojnie światowej

Bitwa o Brześć – walki Grupy Poleskiej gen. Władysława Sikorskiego z wojskami sowieckiej 16 Armii Nikołaja Sołłohuba w czasie lipcowej ofensywy Frontu Zachodniego Michaiła Tuchaczewskiego podczas wojny polsko-bolszewickiej.

## Położenie wojsk przed bitwą
W pierwszej dekadzie lipca przełamany został front polski nad Autą, a wojska Frontu Północno-Wschodniego gen. Stanisława Szeptyckiego cofały się pod naporem ofensywy Michaiła Tuchaczewskiego.
Naczelne Dowództwo Wojska Polskiego nakazało powstrzymanie wojsk sowieckiego Frontu Zachodniego na linii dawnych okopów niemieckich z okresu I wojny światowej.
Sytuacja operacyjna, a szczególnie upadek Wilna i obejście pozycji polskich od północy, wymusiła dalszy odwrót wojsk polskich.
1 Armia gen. Gustawa Zygadłowicza cofała się nad Niemen, a 4 Armia nad Szczarę, a Grupa Poleska na Kanał Ogińskiego i Pińsk.
Obrona wojsk polskich na linii Niemna i Szczary również nie spełniła oczekiwań. W walce z przeciwnikiem oddziały polskie poniosły duże straty i zbyt wcześnie zaczęły wycofanie na linię Bugu.
W końcu lipca Front Północno-Wschodni znajdował się w odwrocie na linię Bugu i Narwi. Grupa gen. Władysława Junga została zepchnięta za Narew, a grupa gen. Daniela Konarzewskiego stała między Prużaną a Berezą Kartuską. Między obiema grupami podległymi 4 Armii wytworzyła się kilkudziesięciokilometrowa luka, w którą wtargnęły sowieckie 2 i 17 Dywizje Strzelców. Po obu stronach linii kolejowej Łuniniec – Brześć cofała się Grupa Poleska gen. Władysława Sikorskiego. Odwrót wojsk gen. Sikorskiego nie był wymuszony działaniami przeciwnika, ale wydarzeniami na północnym odcinku frontu.
Plan polskiego Naczelnego Dowództwa zakładał, że 1. i 4 Armia oraz Grupa Poleska do 5 sierpnia będą bronić linii Narew – Orlanka oraz Leśna – Brześć i w ten sposób umożliwią przygotowanie kontrofensywy z rejonu Brześcia na lewe skrzydło wojsk Frontu Zachodniego Michaiła Tuchaczewskiego. Rozstrzygającą operację na linii Bug, Ostrołęka, Omulew doradzał też gen. Maxime Weygand.
Warunkiem powodzenia było utrzymanie posiadającej wielkie znaczenie strategiczne Twierdzy Brzeskiej oraz pobicie 1 Armii Konnej Siemiona Budionnego, co umożliwiłoby ściągnięcie nad Bug części sił polskich z Galicji.
Szef Oddziału Operacyjnego Naczelnego Dowództwa płk szt. gen. Julian Stachiewicz pisał do gen. Sikorskiego:

Tak czy inaczej, kontrakcja jest proponowana z rejonu Brześcia zwartą masą wojsk ku północo-wschodowi. Do tego są potrzebne następujące warunki: Brześć z przedmościem musi być utrzymany, jak również przejście przez Bug, które Brześć i kolej w tył zabezpiecza [...] Liczyć się trzeba z tem, że po przekroczeniu Kobrynia cała 16-ta armja bolszewicka zwali się na Pana Generała, ona bowiem ma dyrekcję na Brześć. Napór tej armji wytrzymać z jednoczesnem szybkiem przygotowaniem wymienionej kontrakcji, byłoby zadaniem Pana Generała [...]

## Walki o miasto
27 lipca Grupa Poleska otrzymała zadanie wycofania się w rejon Brześcia i utrzymania przedmościa na wschodnim brzegu Bugu. Przedmoście stanowić miało podstawę do przyszłych polskich działań ofensywnych. Gen. Sikorski opóźnił odwrót o jeden dzień, osłaniając lewe skrzydło 3 Armii walczącej w Galicji.
28 lipca Brześcia broniły: 32 pułk piechoty, trzy bataliony etapowe, trzy baterie 16 pułku artylerii ciężkiej.
32 pułk piechoty zajął dwoma batalionami odcinek północno-wschodni łukiem od Kozłowicz nad Bugiem do toru kolejowego Brześć – Żabinka.
Nocą z 28 na 29 lipca do miasta przybył sztab Grupy Poleskiej, a w ślad za nim maszerowały siły główne.
Do 30 lipca cała Grupa znalazła się na obszarze przedmościa.
30 lipca pod Brześć podeszły oddziały sowieckiej 16 Armii: od wschodu 10 Dywizja Strzelców i od południowego wschodu 57 Dywizja Strzelców, a z północnego wschodu nadciągnęła 2 Dywizja Strzelców. W ślad za 14 Wielkopolską Dywizją Piechoty maszerowała 8 Dywizja Strzelców z zadaniem opanowania rejonu Biała Podlaska – Piszczac.
W tym dniu artyleria 16 Armii rozpoczęła ostrzał miasta.
W tym czasie zdołano ewakuować z miasta na zachód około 3 000 wagonów z zapasami i sprzętem.
Rano 31 lipca gen. Sikorski wydał rozkaz operacyjny z którego wynikało:
- XVII Brygada Piechoty w składzie 15. i 22 pułki piechoty, z 4 pułkiem Strzelców Podhalańskich, zamknie drogi z Kobrynia do Kowla i z Kobrynia na Włodawę na odcinku jezioro Orzechowe – Wielkoryta,
- 21 Dywizja Górska obsadzi I Brygadą odcinek Wielkoryta – Zadworce, rozbudowując rubieże obronne z wykorzystaniem okopów niemieckich z okresu I wojny światowej,
- grupa ppłk. Jana Słupskiego w składzie 32 pułk piechoty i II batalion etapowy poznański, z dwoma pociągami pancernymi, miała bronić częściowo ufortyfikowanego odcinka Zadworce – Tuchenicze. I/32 pp  pozostał w odwodzie w „koszarach grajewskich”, a pozostałe bataliony obsadziły odcinek od fortu VIII do toru kolejowego Brześć – Żabinka, wysyłając po jednej kompanii do Zadworców, Moszczanki i Tucheniczy. Wsparcie zapewniała 1 bateria 11 pac. Na lewo rozwinął się batalion etapowy[14].
- 16 Dywizja Piechoty, wzmocniona pociągiem pancernym, obsadzić miała fortyfikacje i okopy od Tuchenicz do Woroblina,
- Odwód stanowiły: 1 pułk Strzelców Podhalańskich ześrodkowany w forcie Chłopickiego[17] i dwa bataliony etapowe też ześrodkowane w cytadeli.

31 lipca 2 Dywizja Strzelców odrzuciła za Bug pułki polskiej 16 Dywizji Piechoty i zagroziła miastu od północy. Wykorzystał to komarm. Nikołaj Sołłohub i skierował na północny odcinek frontu większość sił swojej 16 Armii.
1 sierpnia przedmościa brzeskiego broniło już tylko dziesięć batalionów. Odcinek na północ od toru kolejowego Brześć – Żabinka bronił 32 pułk piechoty i II poznański batalion etapowy. Na południe od toru Brześć – Żabinka obronę zorganizowała 21 Dywizja Górska. Generał Sikorski wyjechał w tym dniu do Białej Podlaskiej na spotkanie z nowym dowódcą Frontu Północnego, gen. Józefem Hallerem.
Około 12.00 sowiecka 10 Dywizja Strzelców zaatakowała pododdziały 32 pułku piechoty w rejonie linii kolejowej Brześć – Żabinka. Pierwsze uderzenie odparto, ale o 14.00 na stanowiska batalionu etapowego i lewe skrzydło 32 pułku piechoty uderzyły oddziały 2 Dywizji Strzelców. Batalion etapowy nie wytrzymał uderzenia i cofnął się. O 15.00, po raz kolejny uderzyła 10 Dywizja Strzelców, przełamała obronę polską pod Rzeczycą i zmusiła grupę ppłk. Słupskiego do odwrotu.
Wycofanie wojsk z pierwszej linii wywołało panikę wśród stojących w mieście taborów i oddziałów tyłowych. Rzuciły się one do ucieczki w kierunku mostów na Bugu. Panika udzieliła się też artylerii i żołnierzom 32 pułku piechoty, który cofnął się aż na dworzec kolejowy. Oddano bez walki kilka fortów twierdzy. 32 pułk piechoty wycofał się z fortów nr I, III, VIII, i IX do Białej i wszedł w skład odwodu Grupy Poleskiej. Dopiero około 17.00 wyprowadzono kontrataki odwodami. II/1 pspodh. uderzył na fort nr I, a I/2 pspodh. na fort nr VIII. Strzelcy podhalańscy wyparli czerwonoarmistów z fortów, ale nie znając ogólnego położenia, pozbawieni łączności, wstrzymali atak i pozostali na zdobytych umocnieniach.
W tym czasie przeciwnik zaatakował skutecznie miasto od północnego wschodu. Dowództwo obrony twierdzy wysłało na zagrożony kierunek ostatni swój odwód – I/1 pspodh. Batalion odbił koszary grajewskie i fort nr II, a oddziały sowieckiej 10 DS poniosły wysokie straty (zginął też dowódca dywizji Ansis Daumanis) i zostały wyparte z Brześcia. Po raz kolejny jednak brak łączności i należycie zorganizowanego współdziałania uniemożliwił Polakom wykorzystanie sukcesu. Sztab generała Sikorskiego bezskutecznie próbował opanować panikę i rosnący chaos. Brak meldunków o sukcesach oddziałów polskich i przesadzone informacje o postępach nieprzyjaciela spowodowały, że generał Sikorski błędnie ocenił sytuację i o 22.00 wydał rozkaz odwrotu na lewy brzeg Bugu. Broniła się jeszcze cytadela, której to obroną kierował dowódca II Brygady Strzelców Podhalańskich gen. Wacław Fara. Nocą jednostki polskie opuściły cytadelę i w walce „na bagnety” przebiły się przez pierścień okrążenia.
Przebieg walki w dniu 1 sierpnia tak przedstawia meldunek sytuacyjny dowódcy 21 Dywizji Górskiej gen. Andrzeja Galicy:

Po silnem przygotowaniu artyleryjskim bateryj i z aut pancernych zaatakował nieprzyjaciel przeważającemi siłami lewe skrzydło 2-go pułku strzelców podhalańskich w rejonie fortu Nr X od wschodu i 32-i pułk piechoty od północy. Wskutek jednak wycofania się oddziałów 32-go pułku piechoty z fortu Nr. I, fort X został zaatakowany z północy i zachodu tak, że 9-a kompanja 2-go pułku strzelców podhalańskich musiała go chwilowo opuścić, zaginając swoje lewe skrzydło. Za pomocą jednak rezerw bataljonu i pułku, fort X kontratakiem ponownie zdobyto i obsadzono silnie karabinami maszynowymi, zadając nieprzyjacielowi ciężkie straty.[...]. W tej sytuacji utrzymał się 2-i pułk strzelców podhalańskich do godziny 23.30 i dopiero na rozkaz i łącznie z 3-m pułkiem strzelców podhalańskich wycofał się przez most koło Michałkowa za Bug, gdyż w czasie gdy I brygada trzymała jeszcze linję wschodnich fortów, miasto było już przez nieprzyjaciela zajęte.[...]. Silnego i koncentrycznego ataku na Brześć od strony północnej 32-i pułk piechoty nie wytrzymał i wycofał się, opuszczając fort I, II i VIII.  Zarządzono kontratak przez I bataljon 1-go pułku i I bataljon 2-go pułku strzelców podhalańskich. W tym czasie w mieście powstała panika, spowodowana strzelaniem i rzucaniem się band cywilnych (żydowskich) na nasze tabory.[...]. Mimo to jednak dzielne bataljony 1-go i 2-go pułków strzelców podhalańskich samodzielnie, wspierając się nawzajem zręcznym i zdecydowanym manewrem, posuwając się śmiało naprzód, w walce na bagnety i kolby energicznym szturmem zajęły ponownie o godzinie 24 fort I i VIII, zadając nieprzyjacielowi nader ciężkie straty.

Generał Sikorski 2 sierpnia zamierzał odzyskać Brześć, ale sowiecka 8 Dywizja Strzelców sforsowała Bug pod Pratulinem i ruszyła na Białą Podlaską, zagrażając tyłom Grupy Poleskiej. W południe 2 sierpnia Sowieci zajęli miasto opuszczone przez wojska polskie.

## Bilans walk
Utrata Twierdzy Brzeskiej spowodowała, że plan Naczelnego Dowództwa Wojska Polskiego uderzenia znad Bugu w skrzydło wojsk Frontu Zachodniego Michaiła Tuchaczewskiego i rozegrania tam decydującej bitwy przestał być realny. Wojska polskie cofały się nadal, a kolejną naturalną przeszkodą terenową dogodną do powstrzymania sowieckiej ofensywy była Wisła. W walkach o Brześć Polacy stracili kilkuset poległych, rannych i jeńców. Straty sowieckie były prawdopodobnie wyższe.